# Liste der im Neujahrskonzert der Wiener Philharmoniker aufgeführten Kompositionen

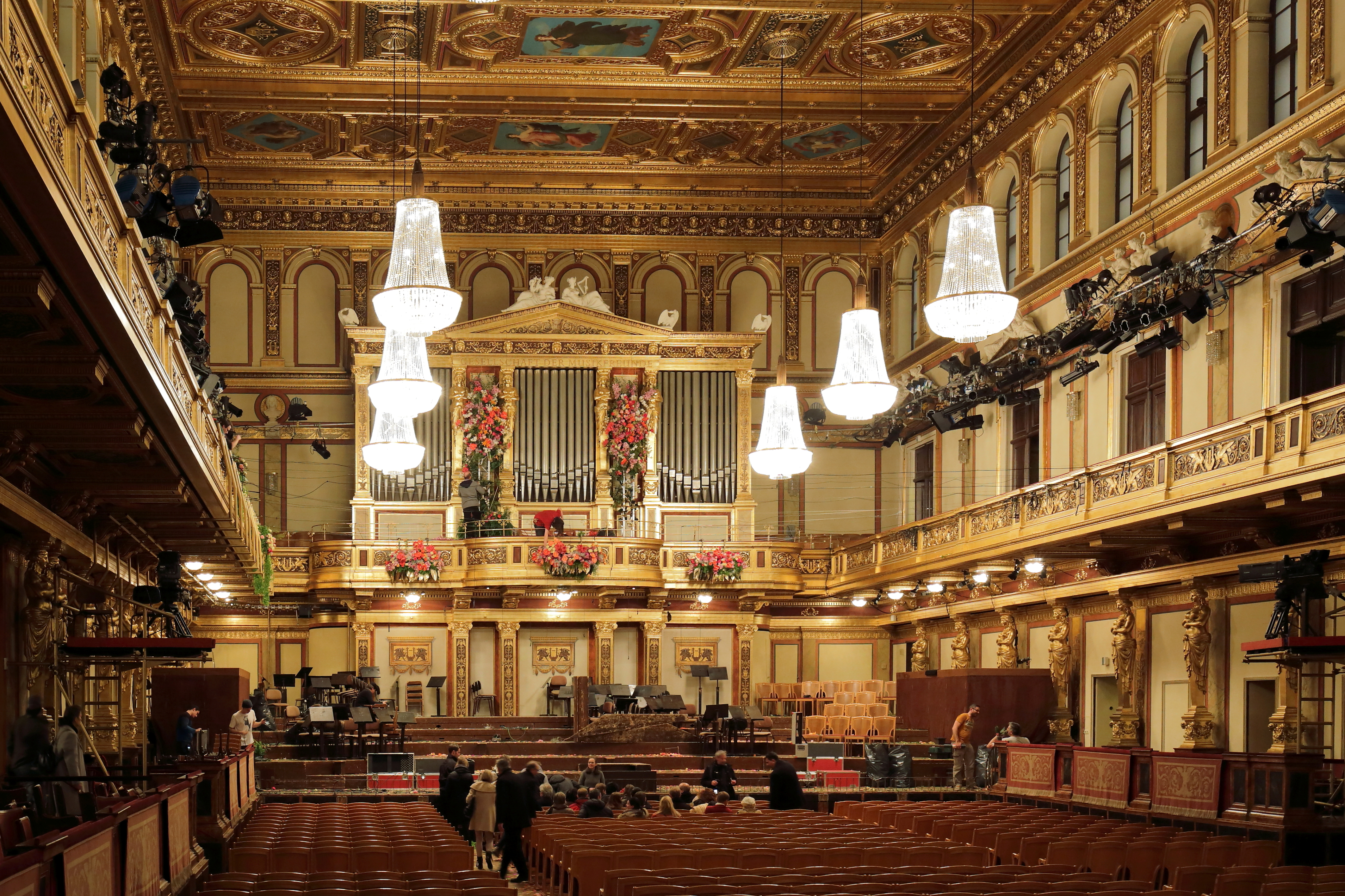
Der Große Saal im Wiener Musikvereinsgebäude (rund zwei Stunden nach Ende des Neujahrskonzertes 2015)

Die Liste der im Neujahrskonzert der Wiener Philharmoniker aufgeführten Kompositionen führt anhand der verfügbaren Konzertprogramme und in (späteren Jahren) der Fernseh- und Rundfunkübertragungen alle Werke auf, die zwischen 1939 und 2024 in einem Konzert der Wiener Philharmoniker zum Jahreswechsel aufgeführt worden waren.

## Vorbemerkungen

### Notation
Diese Listung erfolgt unabhängig davon, dass es ein Neujahrskonzert der Wiener Philharmoniker tatsächlich erst ab dem ersten so bezeichneten Neujahrskonzert der Wiener Philharmoniker 1946 unter Josef Krips gibt.
Die Konzerte der Wiener Philharmoniker am Neujahrstag von 1941 bis 1945 unter Clemens Krauss, in den Konzertprogrammen als Außerordentliche Akademie bezeichnet, rechnen die Wiener Philharmoniker in ihrer offiziellen Zählung den tatsächlichen Neujahrskonzerten unter Josef Krips insofern hinzu. Einbezogen wird der Vorläufer, das Außerordentliche Konzert der Wiener Philharmoniker 1939, gespielt am Silvesterabend dieses Jahres: Auch dieses ist in der Literatur so zu entnehmen.

### Aufbau
Angegeben sind, nach Komponisten getrennt, Titel (in alphabetischer Reihenfolge), Art des Stückes (soweit nicht aus dem Titel erkennbar) und Opus-Zahl („WoO“ bedeutet dabei „Werk ohne Opus-Zahl“) sowie Jahr des Neujahrskonzertes (abweichend von den sonst üblichen Konventionen immer verlinkt auf den jeweiligen Artikel).
Der Zusatz (Zugabe) bezeichnet die seit 1959 obligatorischen Konzertzugaben, deren erste durch den Dirigenten frei wählbar ist bzw. war. Die heutige Struktur wurde 1958 probehalber und 1959 mit der ersten Fernsehübertragung fest eingeführt. Nach der ersten Zugabe (freie Wahl des Dirigenten) folgen als 2. Zugabe der Walzer An der schönen blauen Donau von Johann Strauss (Sohn), op. 314, und als 3. Zugabe und Schluss des Konzertes der (arrangierte) Radetzky-Marsch von Johann Strauss (Vater), op. 228.
Die bis 1957 übliche Gewährung von Zugaben im Verlauf des Konzertes – Wiederholungen je nach Dauer und Stärke des Beifalls des Konzertpublikums – entfielen danach ersatzlos. Sofern es davor – durch die Literatur oder durch Konzertmitschnitte bekannt geworden – solche Konzertzugaben gab, sind diese spärlich bekannten Informationen auch für Neujahrskonzerte vor 1959 aufgenommen worden, allerdings nur in den jeweiligen Jahresartikeln: Sie sind weitgehend unbekannt und auch undokumentiert geblieben und sind für diese Liste der aufgeführten Kompositionen, da es sich immer nur um Wiederholungen des zuvor aufgeführten (und dokumentierten) Stückes handelte, auch unbedeutend.

## Johann Strauss (Vater)
1. Alice-Polka, op. 238: 1995

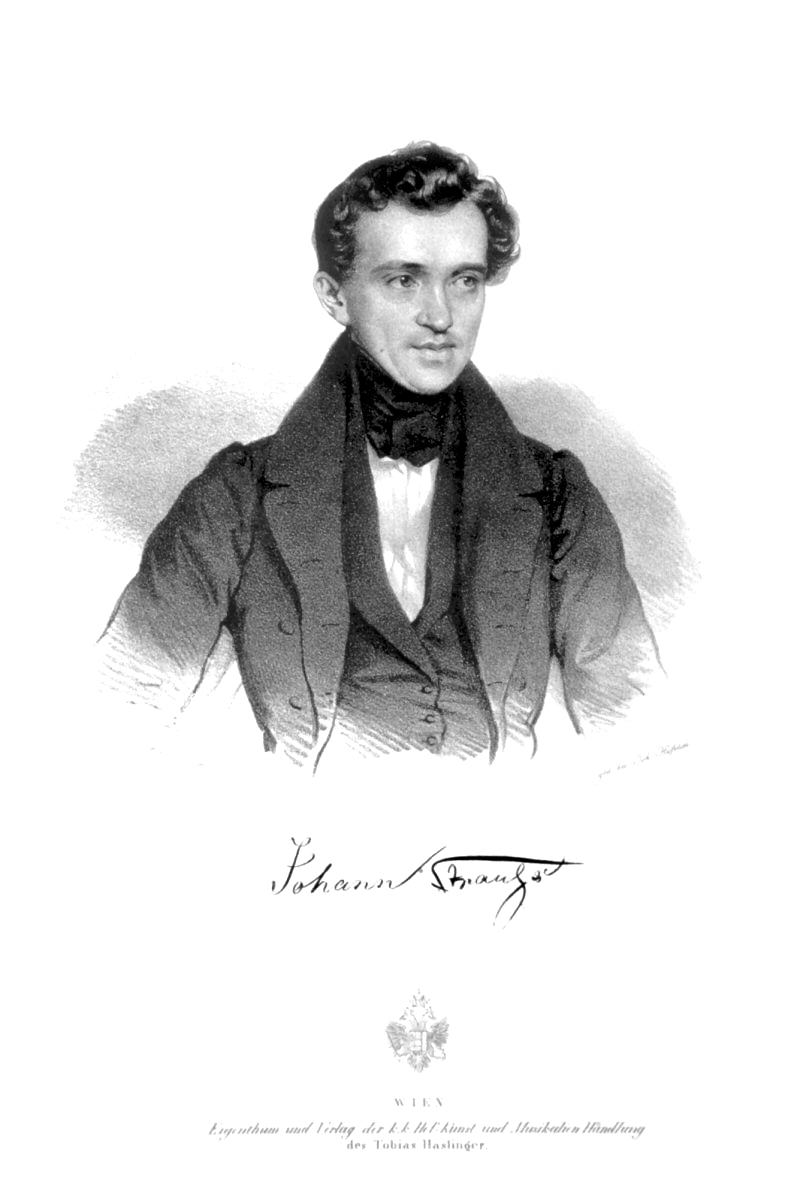
Johann Strauss, Lithographie von Josef Kriehuber, 1835

2. Beliebte Annen-Polka, op. 137: 1968, 1971, 1984, 1987, 2002
3. Cachucha-Galopp, op. 97: 1982 (Instrumentation: Max Schönherr), 2004, 2011
4. Carolinen-Galopp, op. 21a: 2014
5. Chineser-Galopp, op. 20: 2003, 2008
6. Der Carneval in Paris, Galopp, op. 100: 2010
7. Einzugs-Galopp, op. 35: 2007
8. Erinnerung an Ernst oder: Der Carneval in Venedig, Fantasie, op. 126: 2007, 2013
9. Frederica-Polka, op. 239: 2004
10. Freiheits-Marsch, op. 226: 2015, 2025
11. Furioso-Galopp nach Liszts Motiven, op. 114: 1999, 2007, 2011
12. Gitana-Galopp, op. 108 (Instrumentation: Max Schönherr): 1985
13. Indianer-Galopp, op. 111: 1990, 2004, 2017
14. Loreley-Rhein-Klänge, Walzer, op. 154: 1965, 1979
15. Marianka-Polka, op. 173: 1998
16. Marienwalzer, op. 212: 2018
17. Paris, Walzer, op. 101: 2008
18. Philomelen-Walzer, op. 82: 2004
19. Piefke und Pufke, Polka, op. 235: 1947, 1961, 1973, 1991
20. Radetzky-Marsch, op. 228: 1946 (Zugabe), 1950 (Zugabe), 1951 (Zugabe), 1952 (Zugabe), 1953 (Zugabe), 1954 (Zugabe), 1958 (Zugabe), ab Beginn der Fernsehaufzeichnungen mit dem Neujahrskonzert der Wiener Philharmoniker 1959 immer als Zugabe (außer in den Jahren 1975 und 2005); das Original stand im Jahr 2001 im Programm und wurde dann zum zweiten Mal in üblicher und bearbeiteter Fassung als Zugabe gespielt
21. Seufzer-Galopp, op. 9: 1969, 1981 (jeweils Bearbeitung: Max Schönherr), 1991, 2016
22. Sperl-Galopp, op. 42: 1966, 1986, 1993, 2012
23. Sperl-Polka, op. 133: 1978, 2004
24. Venetianer-Galopp, op. 74: 2021
25. Versailler Galopp, op. 107: 2008
26. Walzer à la Paganini, op. 11: 1999
27. Wettrennen-Galopp, op. 29: 1974, 1977
28. Wilhelm Tell-Galopp, Polka schnell, op. 29b: 2018
29. Zampa-Galopp, op. 62: 2009

## Johann Strauss (Sohn)

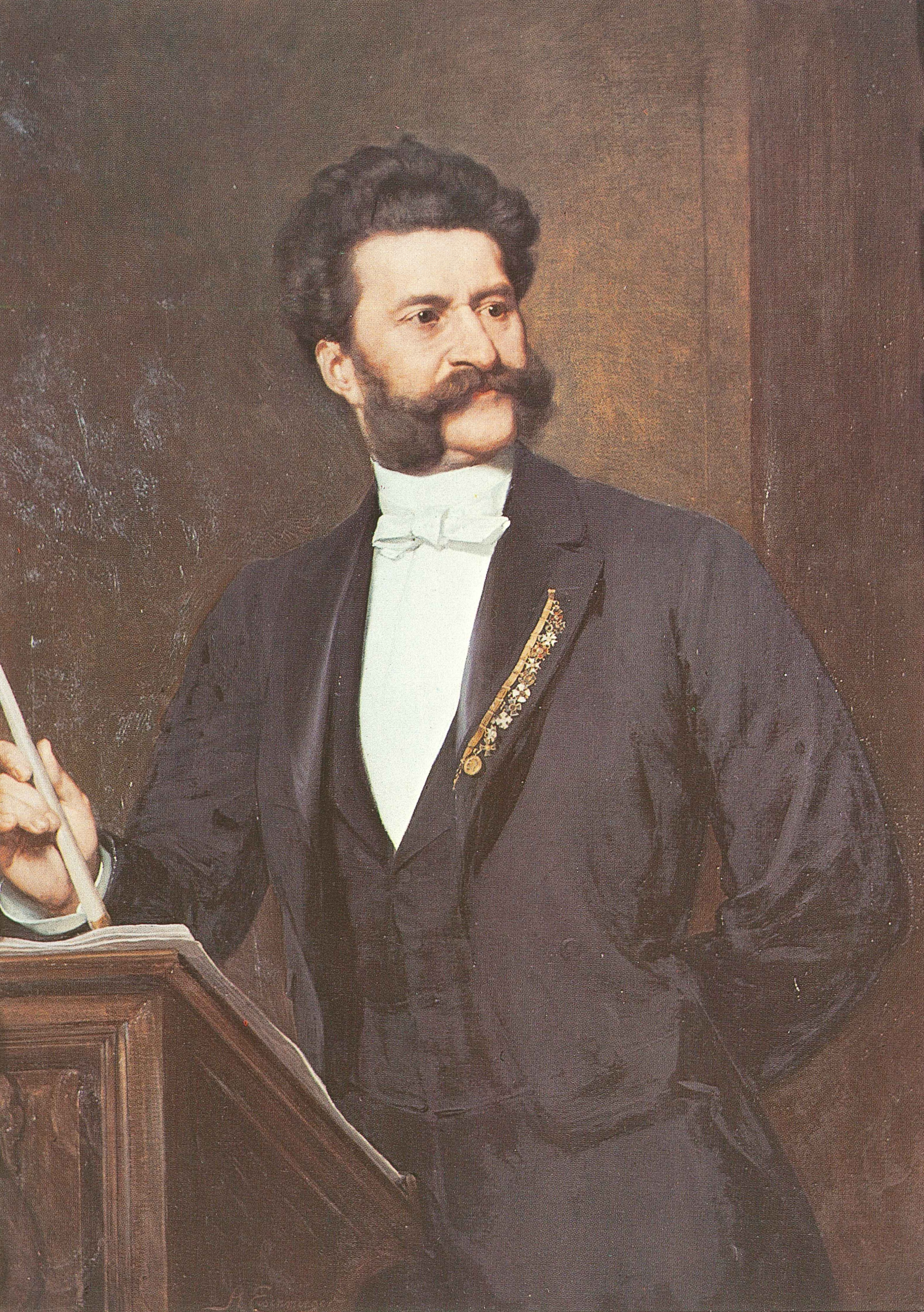
Johann Strauss
Gemälde von August Eisenmenger (1887/1888)

1. Abschieds-Rufe, Walzer, op. 179: 2011
2. Accelerationen, Walzer, op. 234: 1946, 1962, 1969, 1976, 1981, 1989, 1994, 2004, 2015, 2025
3. Albion-Polka, op. 102: 2000, 2012
4. Alexandrinen-Polka, Polka française, op. 198: 2009
5. Amazonen-Polka, op. 9: 2011
6. An der Elbe, Walzer, op. 477: 2015
7. An der schönen blauen Donau, Walzer, op. 314: 1942 (Zugabe), 1944 (Zugabe), 1945 (Zugabe), 1946 (Zugabe), 1948 (Zugabe), 1949 (Zugabe), 1950 (Zugabe), 1951 (Zugabe), 1952 (Zugabe), 1953 (Zugabe), 1954 (Zugabe), 1958 (Zugabe), ab Beginn der Fernsehaufzeichnungen mit dem Neujahrskonzert der Wiener Philharmoniker 1959 immer als Zugabe (außer im Neujahrskonzert der Wiener Philharmoniker 1967, dort Bestandteil des regulären Programms (Beginn des 2. Teils))
8. Annen-Polka, op. 117: 1939, 1942, 1944, 1947, 1949, 1955, 1959, 1966, 1975, 1984, 1987, 1998[Anm. 1], 2009, 2015, 2025
9. Auf der Jagd, Polka schnell, op. 373: 1950, 1951, 1952, 1954, 1957, 1958 (Zugabe), 1960 (Zugabe), 1964, 1968 (Zugabe), 1975, 1979, 1984 (Zugabe), 1988, 1993 (Zugabe), 2005 (Zugabe), 2010 (Zugabe), 2016, 2022 (Zugabe)
10. Auf’s Korn! Bundesschützen-Marsch, op. 478: 2006
11. Auf zum Tanze! Polka schnell, op. 436: 2017
12. Aurora-Polka, op. 165: 1950
13. Aus den Bergen, Walzer, op. 292: 2013
14. Banditen-Galopp, op. 378: 1947, 1953, 1955, 1959, 1964, 1966, 1969, 1972 (Zugabe), 1980, 1985, 1988 (Zugabe), 1999, 2006 (Zugabe), 2023 (Zugabe)
15. Bauern-Polka, Polka française, op. 276: 1989, 2003, 2005
16. Bei uns z’Haus, Walzer, op. 361: 1944, 1954, 1968, 1974, 1975, 1979, 1989
17. Bitte schön!, Polka française, op. 372: 1972, 1979, 1982[Anm. 1], 1999
18. Bluette, Polka française, op. 271: 1997, 2008
19. Blumenfest-Polka, op. 111: 1996, 2020
20. Brautschau, Polka française, op. 417: 2018
21. Carnevals-Botschafter, Walzer, op. 270: 1966, 2002
22. Champagner-Polka, Musikalischer Scherz, op. 211: 1958, 1971 (Zugabe), 1977, 2004, 2010, 2022
23. Csárdás aus „Ritter Pásmán“, op. 441: 1939, 1942, 1944, 1949, 1953, 1956, 1960, 1967, 1971, 1975, 1984, 1989, 2000, 2011, 2019
24. Debut-Quadrille, op. 3: 2011
25. Demolirer-Polka, op. 269: 1941, 1963, 1970, 1990, 2025
26. Der Kobold, Polka mazur, op. 226: 2001
27. Die Bajadere, Polka schnell, op. 351: 1997, 2005, 2008, 2019, 2025 (Zugabe)
28. Die Extravaganten, Walzer, op. 205: 2017
29. Die Pariserin, Polka française, op. 238: 2008
30. Die Publizisten, Walzer, op. 321: 1993
31. Diplomaten-Polka, op. 448: 1993, 2006
32. Donauweibchen, Walzer, op. 427: 1990, 1999, 2011
33. Du und Du, Walzer, op. 367: 1967, 2006
34. Egyptischer Marsch, op. 335: 1939, 1943, 1951, 1956, 1960, 1964, 1981, 1986, 1993, 2014, 2019
35. Ein Herz, ein Sinn, Polka mazur, op. 323: 1994, 1999, 2005, 2010
36. Einzugsmarsch aus der Operette Der Zigeunerbaron: 1942, 1967, 1969, 1981, 1990, 2006, 2009, 2018
37. Electrofor-Polka, Polka schnell. op. 297: 1982, 2001
38. Electro-magnetische-Polka, op. 110: 2001, 2015
39. Elisen-Polka, Polka française, op. 151: 2002
40. Éljen a Magyar!, Polka schnell, op. 332: 1941, 1945, 1951, 1954, 1957, 1958, 1959 (Zugabe), 1963 (Zugabe), 1973 (Zugabe), 1978, 1983, 1986 (Zugabe), 1989, 2000, 2006, 2009
41. Entweder – oder!, Polka schnell, op. 403: 2012, 2025
42. Es war so wunderschön, Marsch, op. 467: 2004
43. Etwas Kleines, Polka française, op. 190: 1965, 1993
44. Eva-Walzer aus Ritter Pásmán, o. op.: 2019
45. Explosions-Polka, Polka schnell (sic),[Anm. 2] op. 43: 1958, 1963, 1968, 1972, 1974, 1975, 1981 (Bearbeitung: Max Schönherr), 1990, 2015 (Zugabe)
46. Expreß, Polka schnell, op. 311: 2019
47. Fata morgana, Polka mazur, op. 330: 1952, 1976, 1980, 1997, 2005
48. Fest-Marsch, op. 452: 1996, 2018
49. Figaro-Polka, op. 320: 2024
50. Fledermaus-Quadrille, op. 363: 1965, 1999
51. Freikugeln, Polka schnell, op. 326: 1943, 1963, 1968, 1973, 1983, 1991, 2009, 2018
52. Freuet euch des Lebens, Walzer, op. 340: 1947, 1962, 1974, 1988, 1997, 2008, 2012, 2020
53. Frisch heran!, Polka schnell, op. 386: 2023
54. Frühlingsstimmen, Walzer, op. 410: 1943, 1954, 1957, 1961, 1964, 1972, 1981, 1987[Anm. 3], 1989, 2006, 2021
55. Fürstin Ninetta, Entr’acte zwischen 2. und 3. Akt: 2016
56. Furioso-Polka, op. 260: 1991, 1996 (Zugabe), 2003, 2006, 2021 (Zugabe)
57. Gedankenflug, Walzer, op. 215: 1944
58. Geschichten aus dem Wienerwald, Walzer, op. 325: 1939, 1945, 1953, 1957, 1959, 1964, 1974, 1983, 1990[Anm. 4], 1994[Anm. 5], 1999[Anm. 6], 2005[Anm. 6], 2014[Anm. 7], 2018[Anm. 8]
59. Haute-volée-Polka, op. 155: 2005
60. Hofball-Tänze, Walzer, op. 298: 1997
61. Hellenen-Polka, Polka schnell, op. 203: 2000, 2003
62. Herzenskönigin, Polka française, op. 445: 1973
63. Hopser-Polka, op. 28: 1999
64. Im Krapfenwaldl, Polka française, op. 336: 1944, 1948, 1950, 1952, 1954, 1962, 1964, 1966, 1973, 1989, 2006, 2010, 2021
65. Im Sturmschritt, Polka schnell, op. 348: 1990, 2004, 2016 (Zugabe), 2019 (Zugabe)
66. Indigo-Marsch, op. 349: 2005
67. Ischler Walzer, Nachgelassener Walzer Nr. 2, o. op.: 2024
68. I Tipferl-Polka, Polka française, op. 377: 1941, 1946, 1956, 1963, 1969
69. Kaiser Franz Joseph I. Rettungs-Jubel-Marsch, op. 126: 1980, 1999, 2003
70. Kaiser Franz Joseph-Marsch, op. 67 (Instrumentation: Max Schönherr): 1985
71. Kaiser-Walzer, op. 437: 1939, 1942, 1943, 1944, 1947, 1949, 1948, 1955, 1961, 1965, 1968, 1975, 1982, 1987, 1991, 1996, 2003, 2008, 2016, 2021
72. Klangfiguren, Walzer, op. 251: 1945
73. Klänge der Heimat, Csárdás aus Die Fledermaus, o. op.: 1970, 1980, 1994, 2004
74. Klipp Klapp, Galopp, op. 466: 1993, 2005, 2014
75. Krönungslieder, Walzer, op. 184: 2003
76. Künstlerleben, Walzer, op. 316: 1955, 1960, 1966, 1973, 1978, 1986, 1989, 1999, 2002, 2006, 2019
77. Künstler-Quadrille, op. 201: 2006
78. Kuß-Walzer, op. 400: 2013
79. Lagunen-Walzer, op. 411: 1943, 1971, 1996, 2000, 2006, 2025
80. Leichtes Blut, Polka schnell, op. 319: 1939, 1961, 1967, 1970, 1975, 1976, 1979 (Zugabe), 1981, 1986, 1988, 2003, 2018
81. L’Enfantillage, Polka française (Zäpperl-Polka), op. 202: 1953, 1960, 1994
82. Liebesbotschaft, Galopp, o. op. (Arrangement: Josef Bayer): 2006
83. Liebeslieder, Walzer, op. 114: 1948, 1958, 1961, 1964, 1973, 1975, 1984, 2000
84. Lieder-Quadrille, op. 275: 1994
85. Lob der Frauen, Polka mazur, op. 315: 1973, 1985, 2003, 2006, 2019
86. Louischen, Polka française, op. 339: 1943
87. Lucifer-Polka, Polka schnell. op. 266: 1994, 2001
88. Märchen aus dem Orient, Walzer, op. 444: 2009, 2015
89. Melodien-Quadrille, op. 112: 2013
90. Mephistos Höllenrufe, Walzer, op. 101: 1995, 2017
91. Morgenblätter, Walzer, op. 279: 1939, 1959, 1967, 1980, 1995, 2001, 2010, 2022
92. Motoren, Walzer, op. 265: 1997
93. Muthig voran!, Polka schnell, op. 432: 2011
94. Myrthenblüten, Walzer, op. 395: 2018
95. Nachtfalter, Walzer, op. 157: 1998
96. Nachtigall-Polka, op. 222: 2024
97. Napoleon-Marsch, op. 156: 1968, 2008
98. Neue Melodien-Quadrille, op. 254: 1998, 2021
99. Neue Pizzicato-Polka, op. 449: 1949, 1954, 1956, 1958, 1960, 1964, 1966, 1969, 1971, 1976, 1980, 1985, 1988, 1992, 1997, 2006, 2024
100. Neu-Wien, Walzer, op. 342: 1942, 1949
101. Niko-Polka, op. 228: 2003, 2021
102. Nur fort, Polka schnell, op. 383: 1998 (Zugabe)
103. Nordseebilder, Walzer, op. 390: 1952, 1972, 1984, 1998, 2005, 2019
104. Orpheus-Quadrille, op. 236: 2008
105. O schöner Mai, Walzer, op. 375: 1945, 1953
106. Ouvertüre zur Operette Blindekuh: 1976
107. Ouvertüre zur Operette Cagliostro in Wien: 1946, 1967, 1969, 1977
108. Ouvertüre zur Operette Das Spitzentuch der Königin: 1961, 1966, 1974, 2004
109. Ouvertüre zur Operette Der Carneval in Rom: 1973
110. Ouvertüre zur Operette Der lustige Krieg: 1947
111. Ouvertüre zur Operette Der Zigeunerbaron: 1941, 1943, 1958, 1960, 1966, 1971, 1973, 1978, 1985,  1987, 1992, 2009, 2019, 2025
112. Ouvertüre zur Operette Die Fledermaus: 1939, 1942, 1947, 1953, 1956, 1959, 1963, 1968, 1972, 1975, 1980, 1984, 1987, 1988, 1989, 2002, 2010, 2022
113. Ouvertüre zur Operette Die Göttin der Vernunft: 1996
114. Ouvertüre zur Operette Eine Nacht in Venedig: 1983 (Wiener Fassung), 1994 (Wiener Fassung), 2001 (Berliner Fassung), 2009 (Berliner Fassung), 2016 (Wiener Fassung)
115. Ouvertüre zur Operette Indigo und die vierzig Räuber: 1945, 1946, 1970, 1971, 1983, 1993, 2008
116. Ouvertüre zur Operette Prinz Methusalem: 1968, 1970, 1976, 1998
117. Ouvertüre zur Operette Waldmeister: 1947, 1950, 1955, 1957, 1965, 1969, 1975, 1981, 1986, 1991, 1996, 2007, 2014, 2024
118. Par force!, Polka schnell, op. 308: 1978
119. Patronessen-Polka, Polka française, op. 286: 1945, 1997
120. Pepita-Polka, op. 138: 2017
121. Perpetuum mobile, Musikalischer Scherz, op. 257: 1939, 1941, 1942, 1944 (Zugabe), 1945 (Zugabe), 1947, 1948 (Zugabe), 1949 (Zugabe), 1950 (Zugabe), 1951 (Zugabe), 1952 (Zugabe), 1953 (Zugabe), 1954 (Zugabe), 1957, 1962 (Zugabe), 1965, 1967, 1975, 1978 (Zugabe), 1980, 1983 (Zugabe), 1987, 1988, 1993, 1995, 1999 (Zugabe), 2002, 2010, 2015
122. Persischer Marsch, op. 289: 1946, 1955, 1961, 1977, 1992, 2000, 2012, 2022
123. Phönix-Schwingen, Walzer, op. 125: 1996, 2022
124. Proceß-Polka, Polka schnell, op. 294: 1995, 2000
125. Rasch in der That, Polka schnell, op. 409: 1974
126. Rathausball-Tänze, Walzer, op. 438: 2012
127. Reitermarsch, op. 428: 1995, 2011
128. Rosen aus dem Süden, Walzer, op. 388: 1941, 1946, 1952, 1958, 1962, 1969, 1977, 1981, 1998, 2009, 2018
129. Rotunde-Quadrille, op. 360: 2017
130. Russische Marsch-Fantasie, op. 353: 1995, 2005
131. Russischer Marsch, op. 426: 1941, 1972, 1997, 2008
132. Sängerslust, Polka, op. 328: 2016[Anm. 1]
133. Satanella-Polka, op. 124: 2004
134. Schallwellen, Walzer, op. 148: 2021
135. Schatz-Walzer, op. 418: 1976, 2003, 2009, 2016
136. Scherz-Polka, op. 72: 1984, 1999, 2003
137. Schnellpost-Polka, Polka schnell, op. 159: 2009
138. Secunden-Polka, Polka française, op. 258: 1996, 2003
139. Seid umschlungen, Millionen, Walzer, op. 443: 1950, 1952, 1970, 1976, 1982, 1988, 2001, 2014, 2020
140. ’S gibt nur a Kaiserstadt, ’s gibt nur a Wien, Polka, op. 291: 1942, 1949, 1955, 1978, 1983, 1997, 2017
141. Sinngedichte, Walzer, op. 1: 1975, 1999
142. So ängstlich sind wir nicht!, Polka schnell, op. 413: 1969, 1975 (Zugabe), 1976, 1986, 2009 (Zugabe), 2017
143. Spanischer Marsch, op. 433: 1963, 1973, 2006, 2011
144. Spleen, Polka mazur, op. 197: 1999
145. Stadt und Land, Polka mazur, op. 322: 1945, 1966, 1970, 1975, 1983, 1986, 1992, 2007, 2018
146. Studenten-Polka, Polka française, op. 263: 2015
147. Stürmisch in Lieb’ und Tanz, Polka schnell, op. 393: 1971, 1972, 1981, 1986, 1991 (Zugabe), 2010, 2014, 2021
148. Tausend und eine Nacht, Walzer, op. 346: 1949, 1962, 1970, 1992, 2005, 2017, 2022
149. Telegramme, Walzer, op. 318: 1950
150. Tik-Tak, Polka schnell, op. 365: 1962, 1967, 1979, 1985, 2002, 2012 (Zugabe), 2017
151. Tritsch-Tratsch, Polka schnell (sic)[Anm. 2], op. 214: 1943, 1946, 1963, 1967, 1969 (Zugabe, korrekt ausgezeichnet), 1973, 1974, 1981, 1988, 1990, 1992, 1998[Anm. 1], 1999, 2008, 2012[Anm. 1], 2020, 2025
152. Un ballo in maschera, Quadrille, op. 272: 1988, 2018
153. Unter Donner und Blitz, Polka schnell, op. 324: 1942, 1944, 1946, 1948, 1952, 1956, 1961 (Zugabe), 1966, 1967 (Zugabe), 1978, 1982 (Zugabe), 1987, 1992, 1999, 2009, 2012, 2018 (Zugabe)
154. Veilchen-Polka, op. 132: 1993
155. Vergnügungszug, Polka schnell, op. 281: 1945, 1946, 1948, 1949, 1950, 1951, 1953, 1959, 1962, 1966, 1970 (Zugabe), 1975 (Zugabe), 1982, 1987, 1992, 2001, 2005, 2016
156. Violetta, Polka française, op. 404: 2016
157. Vom Donaustrande, Polka schnell, op. 356: 1974, 2000 (Zugabe), 2015
158. Wein, Weib und Gesang, Walzer, op. 333: 1947, 1963, 1969, 1975, 1979, 1986, 2000, 2010, 2015, 2025
159. Wiener Blut, Walzer, op. 354: 1941, 1951, 1955, 1958, 1960, 1971, 1980, 1984, 1990, 2002
160. Wiener Bonbons, Walzer, op. 307: 1955, 1958, 1963, 1967, 1978, 1983, 1998, 2010, 2024
161. Wo die Citronen blüh’n, Walzer, op. 364: 1951, 1960, 1965, 1972, 1983, 1988, 1993, 2007, 2013, 2020
162. Wo uns’re Fahne weht, Marsch, op. 473: 1998
163. Zigeunerbaron-Quadrille, op. 422: 2023
164. Zigeunerin-Quadrille, op. 24: 2004
165. Zivio! Marsch, op. 456: 2002, 2007

## Josef Strauss

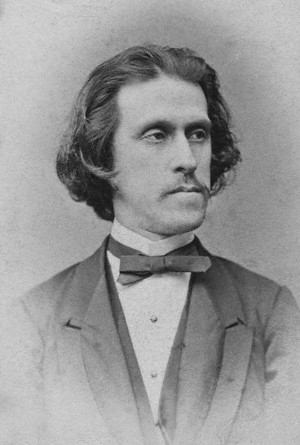
Josef Strauss

1. Allegro fantastique, Orchesterfantasie, Anh. 26 b: 2023
2. Allerlei, Polka schnell, op. 219: 1984
3. Angelica-Polka, Polka française, op. 123: 2023
4. Arm in Arm, Polka mazur, op. 215: 1948, 1965, 1972, 1995, 2002
5. Aquarellen, Walzer, op. 258: 1946, 1950, 1956, 1961, 1966, 1970, 1974, 1980, 1991, 2002, 2023
6. Auf Ferienreisen, Polka schnell, op. 135: 1954, 1964, 1966 (Zugabe), 1969, 1973, 1984, 1988, 1995 (Zugabe), 2016[Anm. 1]
7. Aus der Ferne, Polka mazur, op. 270: 1944, 1963, 1967, 1972, 1983, 1994, 2011
8. Bouquet-Polka, Polka schnell, op. 188: 2014
9. Brennende Liebe, Polka française, op. 129: 1952, 1962, 1968, 1978, 1984, 1988, 2012
10. Buchstaben, Polka française, op. 252: 1952
11. Carrière, Polka schnell, op. 200: 1997, 2014 (Zugabe)
12. Cupido, Polka française, op. 81: 2020
13. Delirien, Walzer, op. 212: 1944, 1946, 1960, 1965, 1973, 1977, 1982, 1987, 2003, 2007, 2012, 2024
14. Deutsche Grüsse, Walzer, op. 191: 1952
15. Die Emancipirte, Polka mazur, op. 282: 1955, 1969, 1974, 1977, 1979, 1982, 1990, 2005
16. Die Libelle, Polka mazur, op. 204: 1943, 1945, 1949, 1951, 1954, 1959, 1962, 1976, 1983, 1986, 1989, 2000, 2002, 2008, 2016
17. Die Nasswalderin, Polka mazur, op. 267: 1996, 2017
18. Die Schwätzerin, Polka mazur, op. 144: 1950, 1958, 1969, 1985,  2002
19. Die Schwebende, Polka mazur, op. 110: 1998
20. Die Sirene, Polka mazur, op. 248: 2022
21. Die Soubrette, Polka schnell, op. 109: 2013
22. Die Spinnerin, Polka française, op. 192: 2013
23. Die Tänzerin, Polka francaise, op. 227: 2019
24. Die tanzende Muse, Polka mazur, op. 266: 1982, 1991, 1996
25. Dorfschwalben aus Österreich, Walzer, op. 164: 1947, 1956, 1963, 1977, 1986, 1992, 2001, 2008, 2015, 2025
26. Dynamiden (Geheime Anziehungskräfte), Walzer, op. 173: 1949, 1967, 1971, 1997, 2007, 2014, 2020
27. Eingesendet, Polka schnell, op. 240: 1941, 1947, 1957, 1961, 1963, 1964, 1965 (Zugabe), 1968, 1971, 1976, 1978, 1980, 1990 (Zugabe), 1997 (Zugabe), 2006, 2018
28. Eislauf, Polka schnell, op. 261: 1944, 1950, 1958, 2004
29. Extempore, Polka française, op. 241: 1947, 1970
30. Feuerfest!, Polka française, op. 269: 1951, 1962, 1968, 1971, 1977 (Zugabe), 1982[Anm. 1], 1992, 1994, 2012[Anm. 1]
31. Flattergeister, Walzer, op. 62: 2007
32. For ever, Polka schnell, op. 193: 2023
33. Frauenherz, Polka mazur, op. 166: 1953, 1957, 1961, 1968, 1974, 1981, 1997, 2010
34. Frauenwürde, Walzer, op. 277: 1941, 1951
35. Freudengrüße, Walzer, op. 128: 1983
36. Friedenspalmen, Walzer, op. 207: 2014
37. Galoppin, Polka schnell, op. 237: 2013
38. Harlekin-Polka, op. 48: 2001
39. Heiterer Muth, Polka française, op. 281: 1948, 1958, 1960, 1964, 1970, 1977, 1984, 2023[Anm. 1]
40. Heldengedichte, Walzer, op. 87: 2023
41. Hesperusbahnen, Walzer, op. 279: 2013
42. Im Fluge, Polka schnell, op. 230: 1972, 1977, 1985, 1988, 2002 (Zugabe), 2020 (Zugabe)
43. In der Heimath, Polka mazur, op. 231: 1998
44. Irenen-Polka, op. 113: 2007
45. Jocus-Polka, Polka schnell, op. 216: 1951, 1998
46. Jokey-Polka, Polka schnell, op. 278: 1943, 1946, 1948, 1956, 1959, 1962, 1965, 1966, 1971, 1972, 1977, 1985, 1989 (Zugabe), 1992 (Zugabe), 1996, 2012, 2024 (Zugabe)
47. Künstler-Gruß, Polka française, op. 274: 1974, 1978, 2000, 2012
48. Laxenburger Polka, op. 60: 2008
49. Liebesgrüße, Walzer, op. 56: 2020
50. Liechtenstein-Marsch, op. 36: 2020
51. Lust-Lager-Polka, op. 19: 1949
52. Lustschwärmer, Walzer, op. 91: 2005
53. Mailust, Polka française, op. 182: 1954
54. Margherita-Polka, op. 244: 2021
55. Marien-Klänge, Walzer, op. 214: 2000
56. Matrosen-Polka, op. 52: 2007
57. Mein Lebenslauf ist Lieb’ und Lust, Walzer, op. 263: 1945, 1948, 1948, 1951, 1955, 1957, 1959, 1968, 1977, 1985, 1995, 2011
58. Moulinet-Polka, Polka française, op. 57: 1941, 1950, 1957, 1959, 1961, 1972, 1979, 1989, 2007
59. Neckerei, Polka mazur, op. 262: 2014
60. Nymphen-Polka, Polka française, op. 50: 2022
61. Ohne Sorgen, Polka schnell, op. 271: 1945, 1948, 1952, 1956, 1960, 1964, 1966, 1970, 1974 (Zugabe), 1977, 1981, 1987 (Zugabe), 1994, 2001 (Zugabe), 2006, 2014, 2021
62. Pêle-mêle-Polka (schnell), op. 161: 2003
63. Perlen der Liebe, Walzer, op. 39: 2023
64. Phönix-Marsch, op. 105: 2022
65. Plappermäulchen (Musikalischer Scherz), Polka schnell, op. 245: 1953, 1954, 1956, 1961, 1964, 1965, 1970, 1971, 1974, 1977, 1986, 1989, 1998, 2002, 2013
66. Rudolfsheimer-Polka, Polka schnell, op. 365: 1954, 1979
67. Schabernack, Polka schnell, op. 98: 2014
68. Schwert und Leyer, Walzer, op. 71: 1954
69. Sphärenklänge, Walzer, op. 235: 1943, 1948, 1954, 1959, 1964, 1968, 1973, 1978, 1979, 1980, 1987, 1992, 2004, 2009, 2013, 2016, 2019, 2022
70. Sport-Polka, Polka schnell, op. 260: 1990, 2008 (Zugabe)
71. Stiefmütterchen, Polka mazur, op. 183: 2004
72. Sympathie, Polka mazur, op. 73: 1990
73. Tag und Nacht, Polka, op. 93: 1953
74. Thalia, Polka mazur, op. 195: 1995
75. Theater‐Quadrille, op. 213: 2013
76. Transactionen, Walzer, op. 184: 1953, 1956, 1960, 1971, 1976, 1981, 1985, 1993, 2019, 2025
77. Velocipede, Polka schnell, op. 259: 1967, 1983
78. Verliebte Augen. Polka française, op. 185: 1944, 1946, 1967
79. Vorwärts!, Polka schnell, op. 127: 1997, 2002
80. Wiener Fresken, Walzer, op. 249: 2018
81. Wiener Kinder, Walzer, op. 61: 1995
82. Wiener Leben, Polka française, op. 218: 2015
83. Winterlust. Polka schnell, op. 121: 2005, 2017
84. Zeisserln, Walzer, op. 114: 2023

## Eduard Strauß

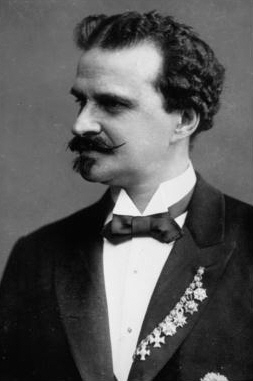
Eduard Strauß

1. Auf und davon, Polka schnell, op. 73: 2023
2. Augensprache, Polka française, op. 119: 1965, 1971
3. Außer Rand und Band, Polka schnell, op. 168: 2016
4. Bahn frei, Polka schnell, op. 45: 1964, 1969, 1985, 1998
5. Carmen-Quadrille, op. 134: 1991, 2012
6. Die Hochquelle, Polka mazur, op. 114: 2024
7. Eisblume, Polka mazur, op. 55: 2020 (Arrangement: Wolfgang Dörner)
8. Electrisch, Polka schnell, o. op.: 1995, 2005
9. Fesche Geister, Walzer, op. 75: 1969, 1985,
10. Gruß an Prag, Polka française, op. 144: 2000, 2022
11. Helenen-Quadrille, op. 14: 2010[Anm. 9], 2014
12. Kleine Chronik, Polka schnell, op. 128: 2022
13. Knall und Fall, Polka schnell, op. 132: 2020
14. Luftig und duftig, Polka schnell, op. 206: 1973, 2025
15. Mit Chic, Polka schnell, op. 221: 1994, 2015
16. Mit Dampf, Polka schnell, op. 70: 1965, 1976, 2015
17. Mit Extrapost, Polka schnell, op. 259: 1970, 1974, 1982, 2000, 2016, 2019
18. Mit Vergnügen, Polka schnell, op. 228: 1996, 2011, 2017 (Zugabe)
19. Ohne Aufenthalt, Polka schnell, op. 112: 1971, 2011 (Zugabe)
20. Ohne Bremse, Polka schnell, op. 238: 1973, 1979, 2007, 2024
21. Opern-Soiree, Polka française, op. 162: 2019
22. Telephon, Polka française, op. 165: 2006
23. Wer tanzt mit?, Polka schnell. op. 251: 2023
24. Wo man lacht und lebt, Polka schnell, op. 108: 2015

## Johann Strauss (Sohn) und Josef Strauss
- Pizzicato-Polka: 1939, 1941, 1942, 1943, 1945, 1946, 1947, 1948, 1951, 1952, 1953, 1957, 1959, 1961, 1963, 1965, 1967, 1968, 1970, 1972, 1974, 1979, 1981, 1987, 1989, 1993, 2005, 2012
- Vaterländischer Marsch, o. op.: 2012

## Johann Strauss (Sohn), Josef Strauss und Eduard Strauß
- Schützen-Quadrille, o. op.: 1970, 1995

## Weitere Komponisten (nach Namen alphabetisch)

### Ludwig van Beethoven
- Zwölf Contretänze, WoO 14 (Auswahl): 2020

### Hector Berlioz
- Le Carnaval romain. Ouverture caractéristique, op. 9: 1985

### Johannes Brahms
- Ungarische Tänze Nr. 5 und 6, WoO 1/5–6: 2003

### Anton Bruckner
- Quadrille, WAB 121: 2024 (Orchestrierung: Wolfgang Dörner)

### Alfons Czibulka
- Stephanie-Gavotte, op. 312: 2018

### Léo Delibes
- Variation dansée (Pizzicati). Polka aus dem Ballett Sylvia: 2014

### Constanze Geiger
- Ferdinandus-Walzer (Arrangement: Wolfgang Dörner): 2025

### Joseph Haydn
- Sinfonie Nr. 45 in fis-Moll, Abschiedssinfonie – IV. Finale: Presto – Adagio: 2009

### Joseph Hellmesberger junior
1. Auf Wiener Art, Polka française, o. op.: 2005
2. Danse diabolique: 2002, 2012
3. Elfenreigen: 2007, 2019
4. Entr'acte Valse: 2019
5. Estudiantina-Polka aus „Die Perle von Iberien“: 2024
6. Fidele Brüder, Marsch aus der Operette „Das Veilchenmädel“: 2025
7. Für die ganze Welt, Walzer: 2024
8. Gavotte: 2020
9. Glocken-Polka und Galopp aus dem Ballett „Excelsior“: 2023
10. Heinzelmännchen, Charakterstück, o. op.: 2022
11. Kleiner Anzeiger, Galopp, op. 4: 1998, 2008, 2022
12. Leichtfüßig, Polka schnell, o. op.: 1997, 2007 (Zugabe)
13. Unter vier Augen, Polka mazur, op. 15: 2013
14. Valse espagnole, o.op.: 2009
15. Vielliebchen, Polka, op. 1: 2014
16. Zigeunertanz aus „Die Perle von Iberien“: 2011

### Joseph Hellmesberger senior
- Ballszenen-Walzer: 2016

### Karl Komzák junior
- Bad'ner Mad'ln, Walzer, op. 257: 2021
- Erzherzog-Albrecht-Marsch, op. 136: 2024

### Joseph Lanner

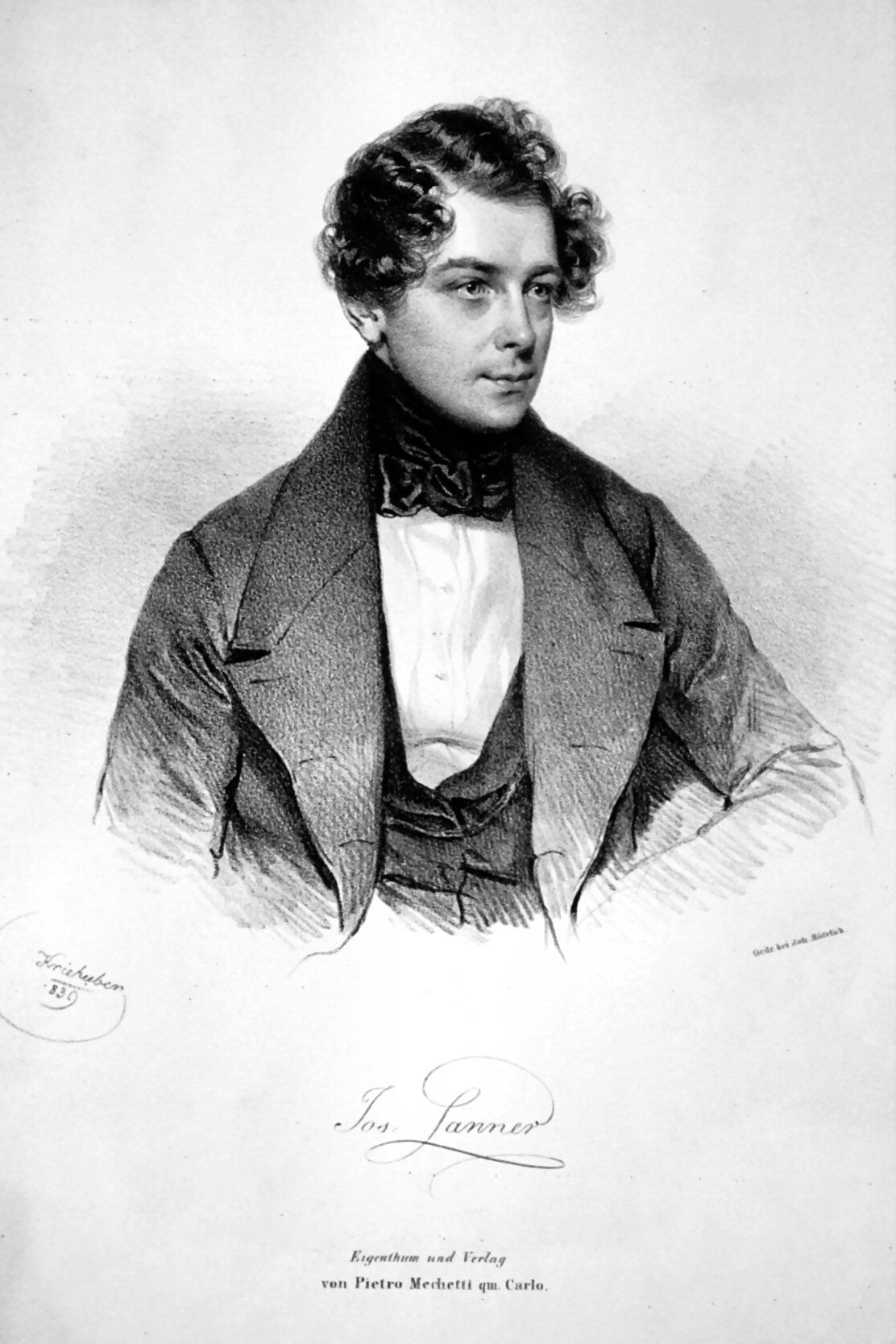
Joseph Lanner, Lithographie von Josef Kriehuber, 1839

1. Die Mozartisten, Walzer, op. 196: 2006
2. Die Romantiker, Walzer, op. 167: 1963, 1970, 1977, 2014
3. Die Schönbrunner, Walzer, op. 200: 1964, 1978, 1994, 2001, 2011
4. Die Werber, Walzer, op. 103: 1962, 1991
5. Favorit-Polka, op. 201: 1995
6. Hans-Jörgel-Polka, op. 141: 1993
7. Hofballtänze, Walzer, op. 161: 1961, 1966, 1972, 1982, 2014, 2008
8. Jägers Lust, Jagd-Galoppe, op. 82: 2001
9. Steyrische Tänze, op. 165: 1993, 2001, 2013
10. Tarantel-Galopp, op. 125: 2004

### Franz Lehár
- Nechledil-Marsch, aus der Operette Wiener Frauen: 2017

### Franz Liszt
- Mephisto-Walzer Nr. 1: 2011

### Hans Christian Lumbye
1. Champagner-Galopp, op. 14: 2010, 2015
2. Glædeligt Nytaar!, Galopp: 2024
3. København Jernbane Damp Galop: 2012
4. Postillon-Galopp, op. 16/2: 2020 (Arrangement: Wolfgang Dörner)

### Carl Millöcker
- In Saus und Braus, Galopp: 2021

### Wolfgang Amadeus Mozart
1. Deutscher Tanz C-Dur KV 605 Nr. 3 „Die Schlittenfahrt“: 1991
2. Kontretänze KV 609 Nr. 1 und Nr. 3: 1991
3. Ouvertüre zu Le Nozze di Figaro, KV 492: 2006

### Otto Nicolai
- Mondaufgang aus der Oper Die lustigen Weiber von Windsor: 1982, 2017[Anm. 10]
- Ouvertüre zur Oper Die lustigen Weiber von Windsor: 1992, 2010

### Jacques Offenbach
- Ouvertüre zur Opéra bouffe Orpheus in der Unterwelt: 1980
- Ouvertüre zur Oper Rheinnixen: 2010

### Emil Nikolaus von Reznicek
- Ouvertüre zur Oper Donna Diana: 1988

### Gioachino Rossini
- Ouvertüre zur Oper La gazza ladra: 1991

### Franz Schubert
- Galopp und 8 Ecossaises aus op. 49, D 735: 1991
- Ouvertüre in C-Dur („im italienischen Stil“), op. post. 170, D 591: 1978

### Robert Stolz
- UNO-Marsch, op. 1275: 2016

### Richard Strauss
- Mondscheinmusik aus der Oper Capriccio: 2014

### Franz von Suppè
1. Fatinitza-Marsch: 2021
2. Ouvertüre zu Banditenstreiche: 1995
3. Ouvertüre zu Boccaccio: 2018
4. Ouvertüre zu Dichter und Bauer: 1984, 2021
5. Ouvertüre zu Die schöne Galathée: 1979, 1986, 2005
6. Ouvertüre zu Ein Morgen, ein Mittag, ein Abend in Wien: 1990, 2000, 2015
7. Ouvertüre zu Isabella: 2023
8. Ouvertüre zu Leichte Kavallerie: 1997, 2013, 2020
9. Ouvertüre zu Pique Dame: 2017

### Peter Tschaikowsky
- Panorama aus dem Ballett Dornröschen, op. 66: 2012
- Walzer aus dem Ballett Dornröschen, op. 66a: 2012

### Giuseppe Verdi
- Prestissimo aus der Ballettmusik im dritten Akt der Oper Don Carlo: 2013

### Richard Wagner
- Vorspiel zum 3. Akt der romantischen Oper Lohengrin, WWV 75: 2013

### Émile Waldteufel
- España, Walzer, op. 236: 2016
- Les Patineurs, Walzer, op. 183: 2017

### Carl Maria von Weber
- Aufforderung zum Tanz (orchestriert von Hector Berlioz): 2003

### Carl Zeller
- Grubenlichter, Walzer: 2021

### Carl Michael Ziehrer

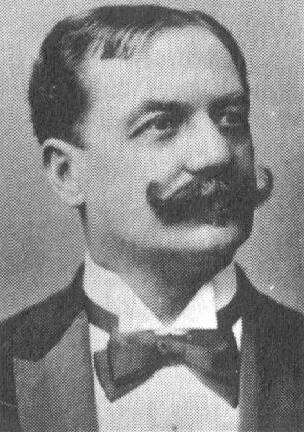
Carl Michael Ziehrer, 1886

1. Faschingskinder, Walzer, op. 382: 1976
2. Hereinspaziert!, Walzer, op. 518: 1979, 2017
3. In lauschiger Nacht, Walzer, op. 488: 2023
4. Loslassen, Polka schnell, op. 386: 1980 (Zugabe)
5. Nachtschwärmer, Walzer, op. 466: 2022
6. Ouvertüre zu Die Landstreicher: 2020
7. Schönfeld-Marsch, op. 422: 2019
8. Weana Madl’n, Walzer, op. 388: 2016
9. Wiener Bürger, Walzer, op. 419: 1972, 1996, 2012, 2024

## Dirigenten
Zum besseren Überblick werden hier auch die Dirigenten der Jahreswechselkonzerte von 1939 bis 2024 (alphabetisch nach Namen) aufgelistet.
| Claudio Abbado (1933–2014)       | 1988, 1991                                                 |
| / Daniel Barenboim (* 1942)      | 2009, 2014, 2022                                           |
| Willi Boskovsky (1909–1991)      | 1955–1979, 1980 (Voraufnahme Balletteinspielung)           |
| Gustavo Dudamel (* 1981)         | 2017                                                       |
| Nikolaus Harnoncourt (1929–2016) | 2001, 2003                                                 |
| Mariss Jansons (1943–2019)       | 2006, 2012, 2016                                           |
| Herbert von Karajan (1908–1989)  | 1987                                                       |
| Carlos Kleiber (1930–2004)       | 1989, 1992                                                 |
| Clemens Krauss (1893–1954)       | 1939, 1941–1945, 1948–1954                                 |
| Josef Krips (1902–1974)          | 1946, 1947                                                 |
| Lorin Maazel (1930–2014)         | 1980 (Live-Übertragung), 1981–1986, 1994, 1996, 1999, 2005 |
| Zubin Mehta (* 1936)             | 1990, 1995, 1998, 2007, 2015                               |
| Riccardo Muti (* 1941)           | 1993, 1997, 2000, 2004, 2018, 2021, 2025                   |
| Andris Nelsons (* 1978)          | 2020                                                       |
| Yannick Nézet-Séguin (* 1975)    | 2026                                                       |
| Seiji Ozawa (1935–2024)          | 2002                                                       |
| Georges Prêtre (1924–2017)       | 2008, 2010                                                 |
| Christian Thielemann (* 1959)    | 2019, 2024                                                 |
| Franz Welser-Möst (* 1960)       | 2011, 2013, 2023                                           |